# Reichenbachia howardi
Reichenbachia howardi är en skalbaggsart som beskrevs av Park 1958. Reichenbachia howardi ingår i släktet Reichenbachia och familjen kortvingar. Inga underarter finns listade i Catalogue of Life.